# Yang Mo
Yang Mo (xinès simplificat: 杨沫) (Pequín 1914 - 1995) editora i escriptora xinesa. Representant de la literatura resultant dels criteris establerts per Mao Zedong i coneguts com "Converses al Fòrum de Yan'an sobre literatura i art".

## Biografia
Yang Mo és un dels noms que com a escriptora va utilitzar Yang Chengye ((杨 成 业) que també va escriure amb altres pseudònims com Yáng Jūnmò (杨君 茉) ó Xiao Hui (小慧).
Va néixer el 25 d'agost de 1914 a Pequín (Xina). El seu pare era un intel·lectual que havia creat una universitat privada. La seva tercera germana, Yang Chengyun (杨成芸), nascuda el 1920, es va convertir en una actriu famosa, de teatre, òpera però també de cinema, que va fer vint pel·lícules amb la companyia Lianhua (联华 公司) amb el nom de Bai Yang (白杨).
El 1931,el seu pare va fer fallida; va marxar sense deixar cap adreça i la família es va esfondrar. Va estudiar a l'escola secundària Hot Spring Girls, però va deixar els estudis a causa de la fallida familiar i va treballar com a professora en una escola primària i funcionaria en una llibreria. El 1936 es va afiliar al Partit Comunista Xinès i el 1937 a Hubei va incorporar-se a la guerrilla contra els japonesos.
Va morir el 11 de desembre de 1995.

### Carrera política
Quan va començar la Segona guerra sino-japonesa, Yang Mo va marxar cap a la regió fronterera de Shanxi on va ser la directora de l'Associació de Dones per a la Salvaguarda Nacional i directora de l'oficina d'informació per a la zona central de Hebei.
Després de la fundació de la República Popular de la Xina, va exercir de guionista a Beijing Film Studio, vicepresidenta de la Beijing Writers Association, directora de la Chinese Writers Association i membre del Comitè Permanent del Congrés Nacional del Partit Comunista de la Xina.

### Editora
El 1942 es va convertir en editora del Daily Light of Dawn t 黎明 报), el Daily de la regió de Shanxi-Chahar-Hebei (晋察冀 日报) i del Daily Daily (人民日报).
El maig de 1949 va ser nomenada cap del servei d'informació de la Federació de Dones de Pequín (北京市 妇联 宣传部 副 部长) i el 1952, per motius de salut, va ser traslladada a l'Oficina Central de l'administració cinematogràfica, continuant allà com a editora.

### Carrera literària
El 15 de març de 1934 va aparèixer el seu primer treball a la revista bimensual "黑白" (Negre i Blanc). Posteriorment va publicar altres obres, principalment proses i contes que reflectien les seves experiències durant la guerra sino-japonesa.
El 1950 va publicar el relat "Chronique du Lac aux Ajoncs" (苇塘 纪事).
A Yang Mo se la considera una hereva de l'obra Ba Jin en la descripció de les turbulentes vides dels joves revolucionaris xinesos durant el període en què ella mateixa va compartir els seus ideals i lluites.
És una de les poques escriptores que va publicar ficció durant la Revolució Cultural.
El 1958 es va publicar la seva novel·la 青春之歌,(Song of Youth) que, amb una tirada de cinc milions d'exemplars, es va convertir en un dels èxits literaris més grans de la Xina del moment. Va ser la primera novel·la xinesa que va descriure un moviment d'estudiants patriòtics i intel·lectuals revolucionaris sota la direcció del Partit Comunista. Aquesta novel·la,segueix els criteris estilístics establerts per Mao Zedong en el Fòrum de Yan'an, i publicats com a "Converses al Fòrum de Yan'an sobre literatura i art".
El 1959 l'adaptació cinematogràfica de Song of Youth, dirigida per Cui Wei i Chen Huaikai (Beijing Film Studios) va ser molt ben rebuda per la classe política del moment. Quan Zhou Enlai i la seva esposa Deng Yingchao van anar a veure la pel·lícula van voler felicitar personalment a Yang.
El 28 de juny de 1994, un any abans de la seva mort, Yang Mo va fer un testament on va donar el manuscrit i el copyright de 青春之歌,(Song of Youth) i 100.000 iuans per finançar el projecte del Museu de la Literatura Xinesa Moderna.

## Obres destacades
- 1958: 青春之歌 (Song of Young)
- 1963: Tenant
- 1964: 红红 的 山丹 花 (The Red Morningstar Lily)
- 1964: My Physician
- 1986: The Best Song in Her Prime